# Gustav Viebrock
Gustav Viebrock (* 5. Januar 1929 in Rüspel, Gemeinde Elsdorf; † 15. Januar 2019 in Harsefeld) war ein deutscher Unternehmer und Gründer des Massivhausherstellers Viebrockhaus in Harsefeld. 

## Leben
Gustav Viebrock wurde 1929 als Sohn eines Hafenarbeiters in Rüspel geboren. Eigentlich wollte er Lehrer werden, brach aber den Besuch des Lehrerseminars in Bad Bederkesa ab und machte stattdessen eine Lehre zum Maurer. Dazu hatte ihm sein Vater geraten, da Deutschland nach dem Zweiten Weltkrieg wieder aufgebaut werden müsse. 1951 machte er an der Bauschule Rastede seinen Abschluss.
Nachdem Viebrock einige Jahre als Architekt tätig gewesen war, übernahm er am 1. September 1954 ein Bauunternehmen in Harsefeld, das dringend einen Nachfolger suchte und damals vier Mitarbeiter beschäftigte. Das Bauunternehmen entwickelte sich unter dem Namen Viebrockhaus zu einem Arbeitgeber mit über 1000 Beschäftigten. 1984 übernahm sein Sohn Andreas die Leitung, Gustav Viebrock blieb jedoch als Seniorchef bis zu seinem Tode in dem Unternehmen aktiv.

## Kirchliches Engagement
Viebrock war streng gläubiger Christ (evangelisch-lutherisch) und war von 1983 bis 1995 Mitglied der Synode der Evangelisch-Lutherischen Landeskirche Hannovers, 24 Jahre Mitglied im Kirchenkreistag des Kirchenkreises Buxtehude und 25 Jahre Vorsitzender im Kirchenvorstand der Harsefelder Kirchengemeinde. Er unterstützte soziale Projekte in Südafrika, Indien, Belarus und Russland.

## Privates
Am 3. Juni 1955 heiratete Viebrock seine Frau Elfriede, mit der er zwei Kinder hatte. Kurz nach seinem 90. Geburtstag verstarb er am 15. Januar 2019 in Harsefeld und wurde am 19. Januar in Harsefeld beigesetzt.

## Auszeichnungen
- Verdienstorden am Bande der Bundesrepublik Deutschland
- 1. September 2018: Ehrenbürgerschaft des Fleckens Harsefeld